# Kvasivänskapligt tal
Kvasivänskapliga tal är två positiva heltal sådana att summan av de riktiga delarna till endera talet är mer än värdet av andra tal. Med andra ord, (m, n) är ett par kvasivänskapliga tal om s(m) = n + 1 och s(n) = m + 1 där s(n) är den äkta summan av n: ett ekvivalent tillstånd är att σ(m) = σ(n) = m + n + 1, där σ betecknar delarsumman.
De första paren av kvasivänskapliga tal är:
(48, 75), (140, 195), (1050, 1575), (1648, 1925), (2024, 2295), (5775, 6128), (8892, 9504), (16587, 20735), (62744, 75495), (186615, 196664), (199760, 206504), (219975, 266000), (309135, 312620), (507759, 526575), (544784, 549219), (573560, 587460), (817479, 1000824), (1057595, 1081184), … (talföljd A005276 i OEIS)
Alla kända par av kvasivänskapliga tal består av tal med olika paritet. Varje par med tal med samma paritet måste överstiga 1010.